# (73511) Lovas
(73511) Lovas (2002 YD3) – planetoida z pasa głównego asteroid okrążająca Słońce w ciągu 5,55 lat w średniej odległości 3,13 j.a. Odkryta 25 grudnia 2002 roku.